# L'Absolution (livre)
Pour les articles homonymes, voir Absolution.
L'Absolution (des oulémas et des moujahidines de toute accusation d'impuissance et de faiblesse) est le titre du dernier ouvrage d'Ayman al-Zawahiri publié sur Internet le 4 mars 2008. 
Al-Zawahiri affirme avoir rédigé ce livre pour réfuter les accusations de son ex compagnon de l'organisation al-Jihad Sayyed Imam Al-Sharif exprimées dans son Manifeste d'orientation du jihad en Égypte et dans le monde, paru à l'automne 2007.
À l'automne 2008, Sayyed Imam al-Sharif (alias « docteur Fadl ») a répliqué en publiant L'absolution mise à nu.
C'est la première fois depuis la formation d'al-Qaida que des critiques émanant d'un « repenti » du milieu jihadiste atteignent une telle ampleur et ont un tel écho.